# Manuel González-Quevedo
Manuel González-Quevedo y Montfort (Barcelona, 12 de mayo de 1898-Madrid, 29 de octubre de 1937) fue un ingeniero español, miembro y propagandista de la Comunión Tradicionalista.

## Biografía
Era hijo de Calixto González-Quevedo y Díaz-Terán (1859-1932), natural de Calga, y de su esposa Marta Montfort Gutiérrez (1872-1943), de Collbató. El matrimonio tuvo catorce hijos, seis de los cuales profesaron órdenes religiosas.
Realizó sus primeros estudios con profesor particular, cursando después el bachillerato en el Instituto Marqués de Manzanedo de Santoña y en los jesuitas de Valladolid y Orduña. A los 16 años se fue a Madrid para estudiar en el Instituto Católico de Artes e Industrias, siendo el primero de su promoción. En 1919, recién terminada la carrera, fue uno de los fundadores de la Sociedad Española de Montajes Industriales, a la que dedicó grandes esfuerzos.
Militó primero en el Partido Integrista y luego en la Comunión Tradicionalista tras la unión de ambos partidos. Fue secretario de la Editorial Tradicionalista y colaborador del periódico El Siglo Futuro, implicándose profundamente durante la Segunda República en la reorganización de la Comunión Tradicionalista, cuya Delegación de Prensa le fue encomendada el 22 de mayo de 1934. Durante estos años participó en numerosos actos políticos, dando discursos y charlas.

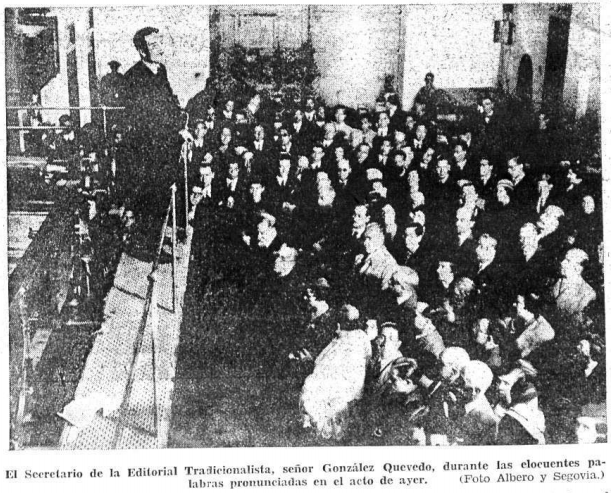
González-Quevedo pronunciando un discurso en los talleres de El Siglo Futuro (1935).

Miembro de la «Junta de conspiración» tradicionalista, tomó parte activa en los preparativos de la sublevación del 18 de julio de 1936 y en la organización de los requetés de Madrid. Entre 1935 y 1936 se reunían en su domicilio en Madrid para preparar clandestinamente el golpe que acabase con la República diversos miembros del Ejército como los generales Fanjul, Villegas y Muslera, además de personalidades políticas como los dirigentes tradicionalistas Fal Conde, Lamamié de Clairac, Zamanillo y González de Gregorio.
Tras iniciarse la Guerra Civil Española y fracasar la sublevación militar en Madrid, fue perseguido. Con nombre falso, albergó en una casa que tomó en su huida a 23 fugitivos de la Embajada de Finlandia. Por salvar en su casa a Rafael Sánchez Mazas fue denunciado y apresado. Estuvo en las checas de Atocha, María Auxiliadora y en la Cárcel de Porlier. Puesto en libertad, la Embajada de Francia le ofreció refugio, pero cedió el sitio a un conocido suyo a quien habían asesinado dos de sus hermanos. Según Pérez de Olaguer, González-Quevedo habría afirmado entonces que no quería morir político, sino mártir.
Ya avanzada la contienda se mantenía oculto en el Madrid republicano. En el otoño de 1937 varios contactos le aseguraron la salida de la capital por la zona del barrio de Usera —donde estaba situado el frente de guerra—, por lo que el 29 de octubre de 1937 tomó un automóvil frente al Palacio de Comunicaciones junto a otras personas con la idea de cruzar las líneas republicanas. Sin embargo, sería asesinado por milicianos ese mismo día en el llamado «Túnel de la muerte de Usera» junto con su hermano José.
Fue padre del sacerdote jesuita Óscar González-Quevedo.